# Dyna Automobil-Import und -Export

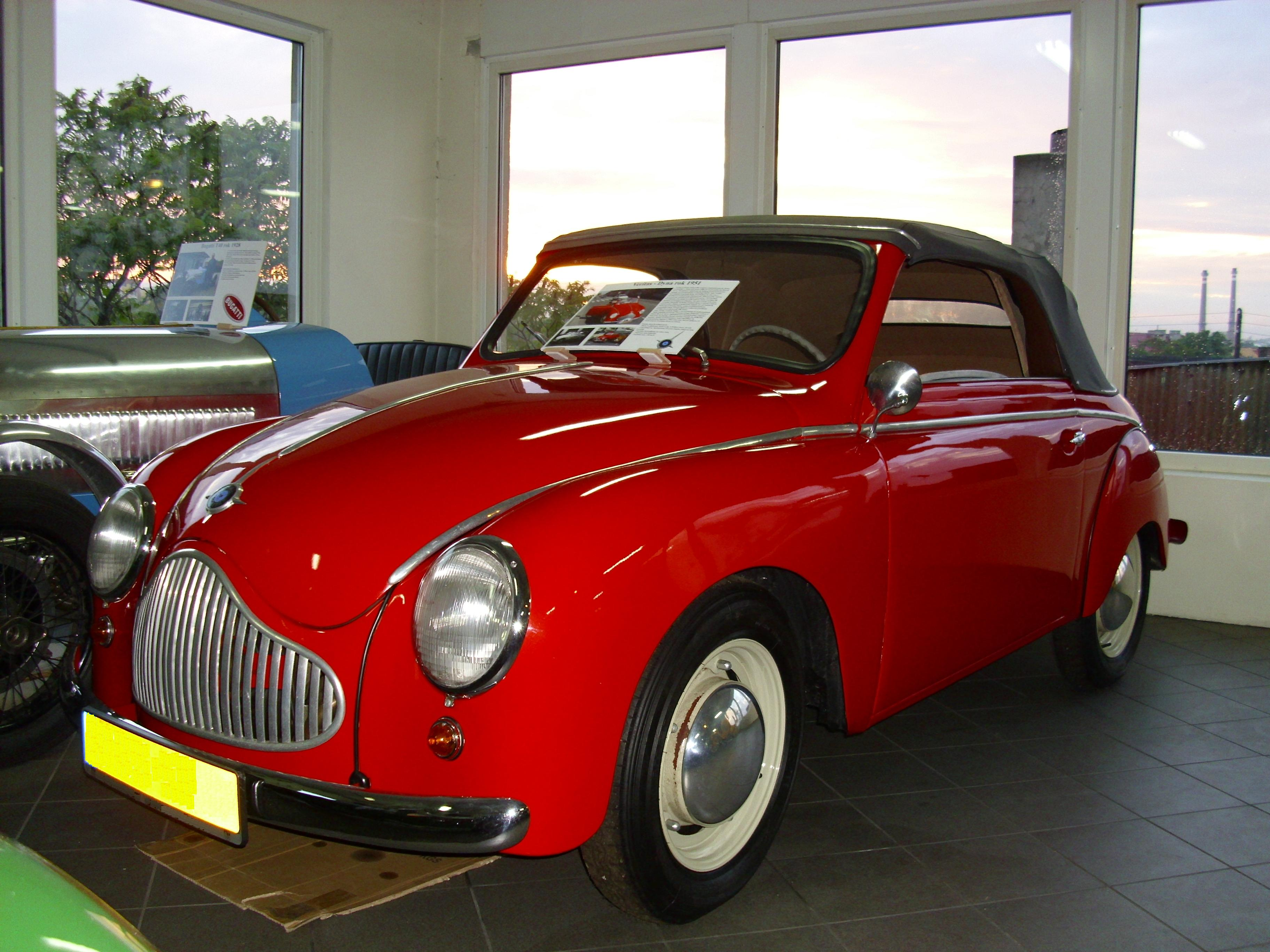
Dyna-Veritas von 1951

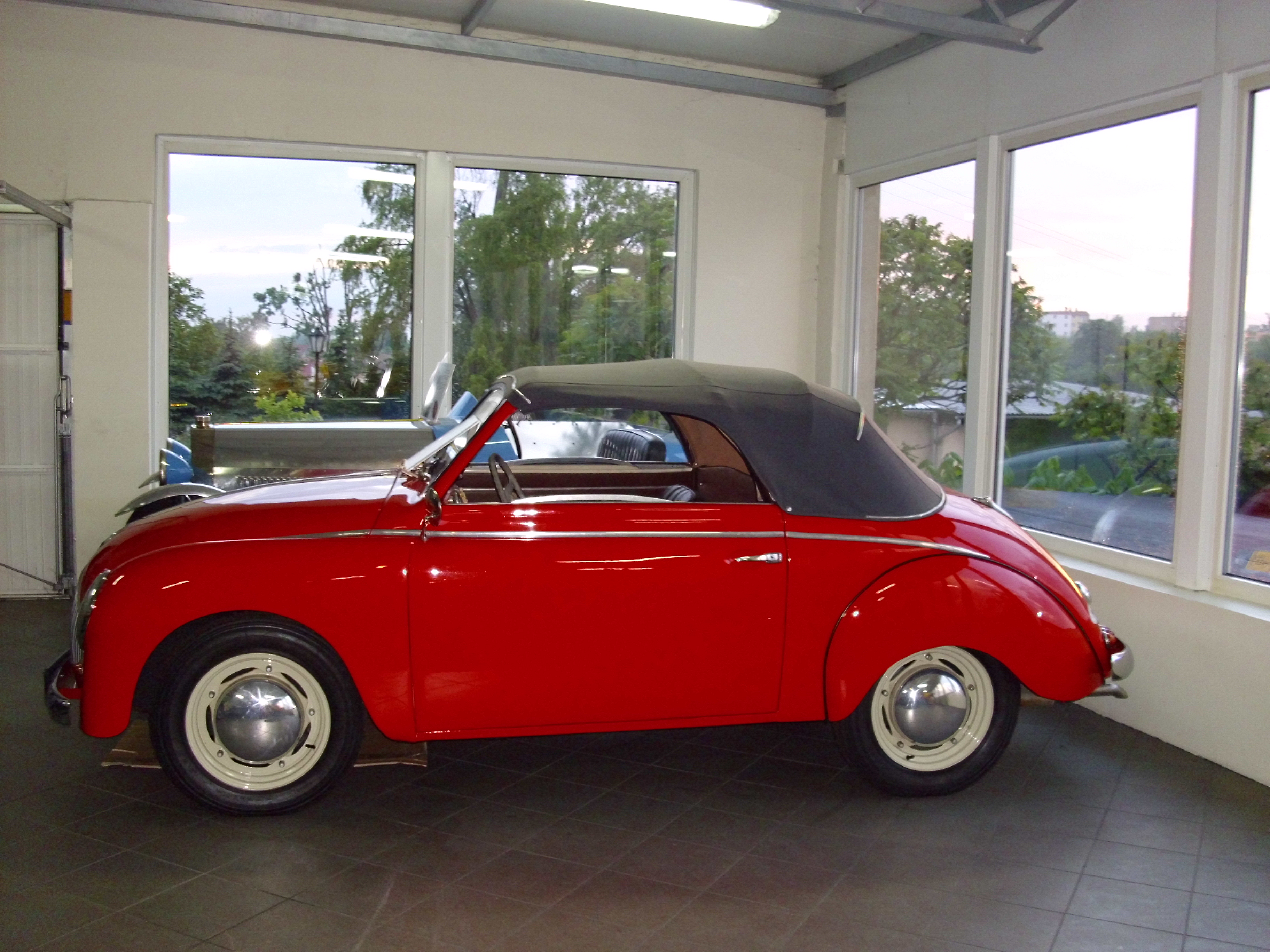
Seitenansicht

Die Dyna Automobil-Import und -Export GmbH war ein deutscher Hersteller von Automobilen.

## Unternehmensgeschichte
Lorenz Dietrich, der zuvor bei Veritas tätig war, gründete 1950 das Unternehmen und beteiligte den ebenfalls bei Veritas tätig gewesenen Jean Baptist Levebre. Der Firmensitz war an der Bismarckstraße 28 in Baden-Baden. Zweigniederlassungen befanden sich an der Hindenburgstraße 102 in Essen und an der Briennerstraße 50 in München. In der Zentralwerkstätte in der Briennerstraße beabsichtigte man ab März 1951 mit monatlich 40 Fahrzeugen die Produktion zu starten, so der technische Leiter Alfred Heinlein. Bereits 1950 liefen Verhandlungen mit Borgward über freie Produktionskapazitäten in dessen Zweigwerk in Osterholz-Scharmbeck. Produziert wurden die Fahrzeuge letztendlich bei Baur in Stuttgart. Der Markenname lautete Dyna-Veritas. 1953 endete die Produktion nach 169, 176 oder 184 hergestellten Exemplaren. Die Fahrzeuge wurden auch exportiert. Außerdem importierte das Unternehmen Panhard-Modelle und vertrieb sie in Deutschland.

## Fahrzeuge
Das Unternehmen stellte Fahrzeuge auf Basis des Panhard Dyna X her. Die Fahrzeuge hatten Frontantrieb. Für den Antrieb sorgte der originale luftgekühlte Zweizylinder-Boxermotor mit 744 cm³ Hubraum und 32 PS Leistung. Im Angebot standen die Karosserievarianten Cabriolet und Coupé.
Zudem sind drei sportliche Prototypen bekannt: Ein dem Jaguar XK 150 nachempfundenes Fahrzeug, eines mit großen Ähnlichkeiten zum Veritas RS und ein weiteres, das 1952 bei der Mille Miglia unter der Startnummer 2340 teilnahm.